# 아나스타시오스 메탁사스

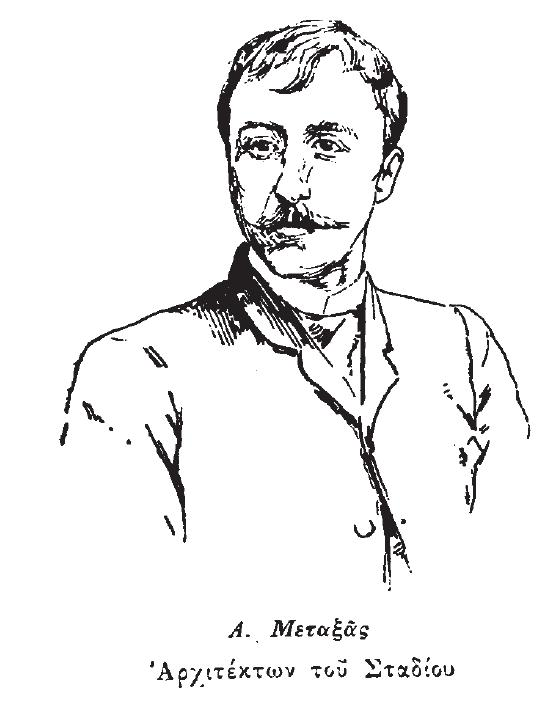

아나스타시오스 메탁사스(그리스어: Αναστάσιος Μεταξάς, 1862년 2월 27일~1937년 1월 28일)은 그리스의 건축가이자 사격 선수이다.
메탁사스는 아테네에셔 얼리는 첫 번째 근대 올림픽인 파나티나이코 경기장을 디자인하고 재건축한 건축가로 유명하다. 메탁사스는 이 대회의 군사 소총, 자유 소총 종목에도 참가했으며 군사 소총 종목에서는 1,701점으로 4위를, 자유 소총 종목에서는 1,102점으로 역시 4위를 차지했다.
메탁사스는 80번 중 57번을 적중시키며 3위를 기록했다.
1912년에는 트랩에서 4위, 25m 속사 권총에서 35위를 기록했다.
메탁사스는 아테네 국립 고고학 박물관의 동쪽 날개를 확장할 때 이것을 디자인했다.